# 張瑤 (萬曆進士)
張瑤，號玉台，山東兖州府曹州人，軍籍。明朝政治人物、進士出身。

## 生平
陕西按察司副使張九歌之子。萬曆十六年（1588年）戊子科山東鄉試第十名舉人，十七年（1589年）己丑科進士，刑部觀政，六月授直隶蠡县知县，二十一年補山西平陆知县，二十二年調太平知县，二十三年調阳曲知县，卒于官。

## 家族
曾祖父張文舉；祖父張天敘，典膳，贈户部郎中。父張九歌，嘉靖壬戌進士，陕西按察司副使。母楊氏。